# Кліщі (фільм)
Кліщі (англ. Ticks) — американський фільм жахів 1993 року.

## Сюжет
Двоє фахівців з питань психології привозять групу молодих людей у ліс, щоб допомогти їм впоратися зі своїми проблемами. Недалеко від місця, де вони розташувалися, незаконно вирощували марихуану. Щоб вона швидше росла, над її посівами розпорошували анаболіки. Звичайні лісові кліщі потрапили під дію цих препаратів і почали з великою швидкістю збільшуватися в розмірах. Потім кліщі почали нападати на людей які приїхали в ліс.

## У ролях
- Розалінд Аллен — Холлі Ламберт
- Емі Доленц — Ді Ді Девенпорт
- Сет Грін — Тайлер Бернс
- Вірджинія Кін — Мелісса Денсон
- Рей Оріел — Роме Ернандес
- Альфонсо Рібейро — Даррел «Паніка» Ламлі
- Пітер Сколарі — Чарльз Денсон
- Діна Дейріт — Келлі Мішимото
- Майкл Медейрос — Джері
- Беррі Лінч — сер
- Клінт Говард — Джарвіс Таннер
- Ренс Говард — шериф Паркер
- Тімоті Лендфілд — містер Бернс
- Джуді Джін Бернс — доктор Кейтс